# Rama Burshtein

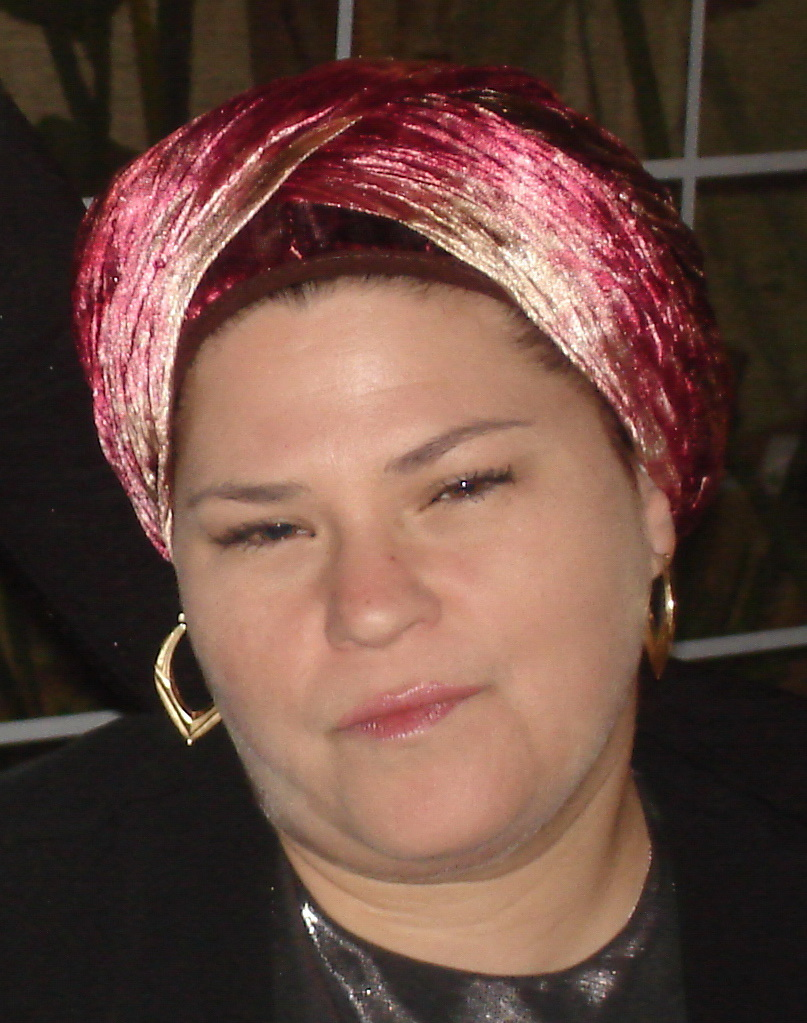
Rama Burshtein

Rama Burshtein (hebräisch רמה בורשטין; * 1967 in New York City) ist eine US-amerikanisch-israelische Filmemacherin, Regisseurin und Drehbuchautorin.

## Leben
Burshtein zog mit ihren Eltern nach Israel um, als sie ein Jahr alt war. Sie schloss die Sam Spiegel Film and Television School, Jerusalem 1995 ab. Bereits vor dem Abschluss wandte sie sich dem Orthodoxen Judentum zu. Sie suchte mit anderen orthodoxen, weiblichen Filmemachern Mittel und technische Möglichkeiten, um für orthodoxe Juden ihnen angemessen Filme zu finanzieren, zu produzieren, Regie zu führen und Drehbücher zu schreiben.
Burshtein brauchte insgesamt 15 Jahre, um ihren Erstlingsfilm Lemale et ha'halel (deutsch: An ihrer Stelle) fertigzustellen. Sie suchte ein Jahr lang, bis sie die Hauptdarstellerin des Films Hadas Yaron fand, und noch einmal ein Jahr, bis der Film in seiner endgültigen Form zur Veröffentlichung fertig war.
Burshtein lebt mit ihrem Mann Aharon und ihren vier Kindern in Tel Aviv.

## Ehrungen und Preise
für Lemale et ha'halel
- 2012: Internationale Filmfestspiele von Venedig 2012: Nominierung für den Goldenen Löwen.
- 2012: Venedig 2012: SIGNIS Awards: Lobende Erwähnung.
- 2013: Independent Spirit Awards: Bestes Erstlingsdrehuch.

## Filmografie
- 2012: An ihrer Stelle, hebräisch: Lemale et ha'halel, Drehbuch und Regie
- 2013: Venezia 70 - Future Reloaded, Regie und Drehbuch eines Kurzfilms von insgesamt 70
- 2016: Eine, die sich traut, hebräisch: Laavor et hakir, Drehbuch und Regie
- 2022: Rikud ha'esch, Drehbuch und Regie